# Martinho Mascarenhas, 6.º Marquês de Gouveia
Martinho Mascarenhas, filho do executado duque de Aveiro D. José de Mascarenhas da Silva, 5.º marquês de Gouveia, conhecido como «o marquesinho», seria o 6.º marquês de Gouveia.
Foi encarcerado, e só em 1777, morto D. José I de Portugal, saiu das prisões da Junqueira. Vendo-se só e sem família, passou tempos com os frades de Mafra, obtendo depois por intervenção do Marquês de Alorna o posto de capitão num regimento. D. João VI de Portugal, ainda sendo regente, concedeu-lhe por fim mesada de 100$000 réis, do seu bolsinho particular. Assim viveu, ficando por sua morte extinta uma das mais ilustres casas de Portugal.
Por sua morte a representação de sua grande Casa, extinta, passou à do Marquês do Lavradio.